# Jauldes
Jauldes är en kommun i departementet Charente i regionen Nouvelle-Aquitaine i västra Frankrike. Kommunen ligger  i kantonen La Rochefoucauld som ligger i arrondissementet Angoulême. År 2022 hade Jauldes 832 invånare.

## Befolkningsutveckling
Antalet invånare i kommunen Jauldes
Referens:INSEE